# 歐陽棐
歐陽棐（？—？），字叔弼，北宋政治家歐陽修之子、歐陽發之弟。在歐陽修過世的時候，曾代為書寫歐陽修的遺表上呈給宋神宗，宋神宗閱讀後特別喜愛，以為是歐陽修親筆。服喪後，才被朝廷任命為為審官主簿，累遷至職方員外郎、襄州知州。

## 作品
歐陽棐著有《集古目錄》一卷